# Francisco Íñiguez Almech
Francisco Íñiguez Almech (Madrid, 22 de marzo de 1901 - Pamplona, 6 de agosto de 1982) fue un arquitecto e historiador de la arquitectura español, especializado en la restauración de la arquitectura antigua, entre cuya labor destaca la del Palacio de la Aljafería, que le ocupó desde 1947 hasta su fallecimiento. Fue catedrático de Historia de la arquitectura en la Escuela de Arquitectura de Madrid y profesor en la Escuela de Arquitectura de la Universidad de Navarra.

## Biografía
Nació en el Observatorio astronómico de Madrid, donde trabajaba su padre, de origen riojano, Francisco Íñiguez e Íñiguez (1853-1923), reputado científico, catedrático de Astronomía y descendiente noble del Solar de Valdeosera. Su madre fue María del Pilar Almech, dama zaragozana. Educado en primera instancia por su familia, termina sus estudios de Bachillerato en el Instituto de San Isidro en Madrid en 1917 y obtiene el título de arquitecto en 1925. Mientras era estudiante, dada su habilidad con el dibujo, fue recomendado por su catedrático de Proyectos y Director de la Escuela, Modesto López Otero, a José Yárnoz Larrosa «para la realizar a la acuarela  los planos para el concurso de reconstrucción del Palacio Real de Olite. Ganado el concurso por los hermanos Yárnoz, y ya como arquitecto desde junio de 1925, Íñiguez siguió colaborando con Yárnoz en el proyecto, siendo esta la causa de su posterior dedicación a la restauración de monumentos y de su interés por la arquitectura medieval.» Esta temprana inclinación profesional le empuja a estudiar con Manuel Gómez-Moreno en el Centro de Estudios Históricos ampliando sus conocimientos en arqueología y arte medieval.
Tres años después de obtener su título de arquitecto se casa en Madrid con Pilar Herrero Serra en la Iglesia de San Sebastián Mártir, que también fue restaurada por él.

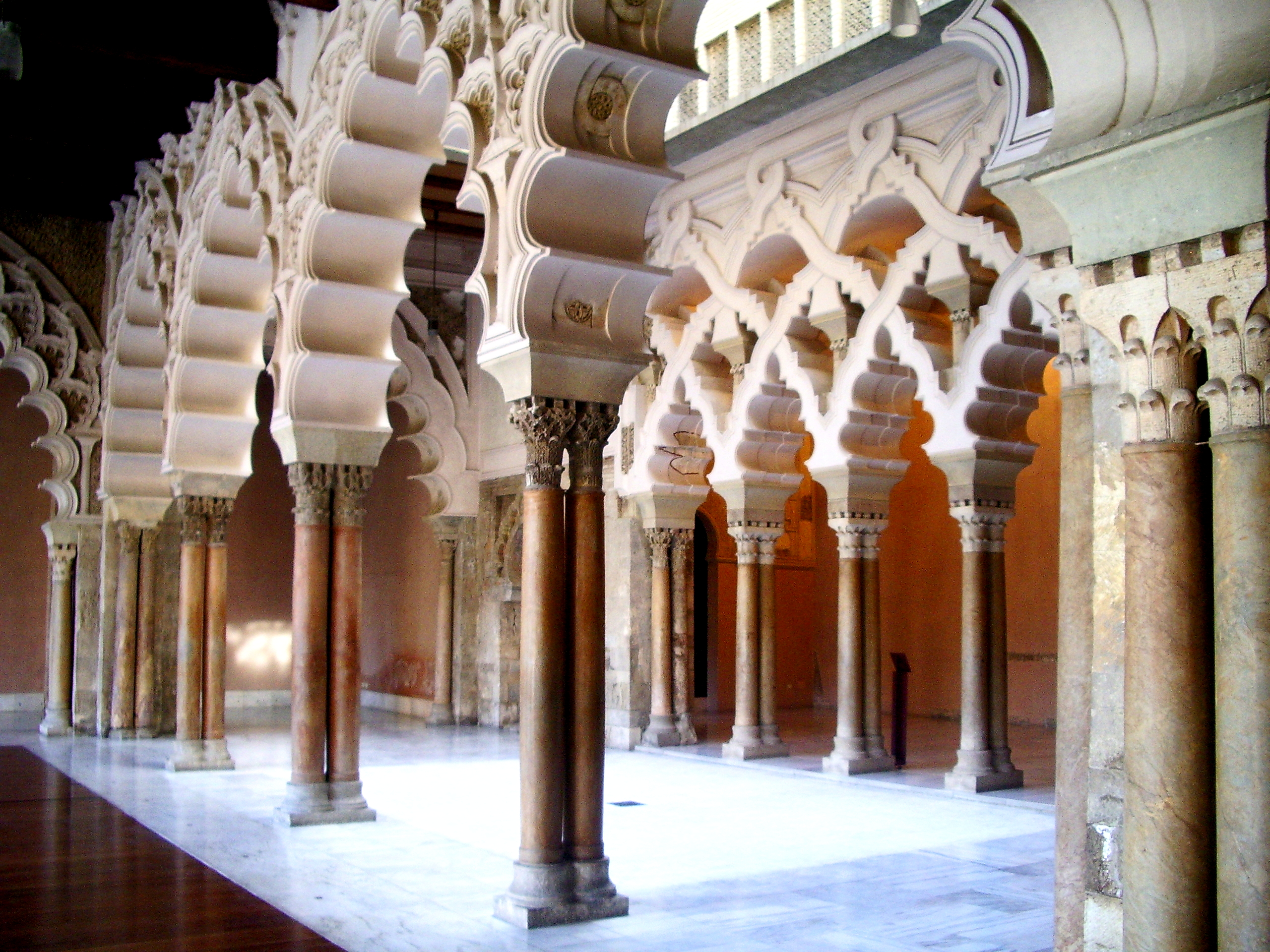
La Aljafería, restaurada por Francisco Íñiguez desde 1947 hasta 1982.

Su vocación dirigida a la conservación y restauración de monumentos arquitectónicos, le llevó en 1931 a la adjudicación del proyecto de reforma del Casino Mercantil de Zaragoza y desde ese mismo año impartió clases como profesor auxiliar en la Escuela Superior de Arquitectura de Madrid. En esa fecha compite «por la cátedra de Historia de la Arquitectura y de las Artes Plásticas frente a Leopoldo Torres Balbás, persona mayor en edad, en conocimientos y con un currículum más que sobresaliente.»
En 1935 se presenta a la cátedra de Teoría del Arte y Composición de Edificios y, aunque el inicio de la guerra civil española suspendió esta oposición, la siguió ejerciendo como profesor interino, reincorporándose en 1940 y obteniendo la plaza por fin en 1943. Ejerció de titular de ella hasta el año de 1950, en que es nombrado director de la Escuela Española de Historia y Arqueología en Roma, cargo que desempeñó hasta 1958.
En 1947 inicia su labor de restauración del Palacio de la Aljafería de Zaragoza; esta obra será objeto de su atención y dedicación hasta su fallecimiento, «siendo esta la aportación más destacable de toda su trayectoria profesional». En 1958 regresa a Madrid para reincorporarse a su actividad docente, como profesor interino de Historia de la Arquitectura. logrando la cátedra definitivamente en 1963. Sin embargo, dos años después se trasladó a Pamplona para ejercer en la Escuela de Arquitectura de Navarra recién creada.
En 1971 se jubila como catedrático de la Universidad y edita, junto a José Esteban Uranga Galdiano, su obra Arte medieval navarro (Pamplona, 1971) en cinco tomos ilustrados. En 1981 se le diagnostica un cáncer, por lo que fue ingresado en la Clínica Universidad de Navarra, donde falleció al año siguiente.

### Conservador del Patrimonio Artístico
En 1933 fue «nombrado Arquitecto Conservador de Monumentos de la segunda zona del Tesoro Artístico Nacional». Posiblemente haya que buscar las razones en «el trabajo junto a José Yarnoz, sus amplios conocimientos de la arquitectura medieval española, y probablemente su relación con Manuel Gómez-Moreno (por entonces Director General de Bellas Artes)». Eran sus responsabilidades «ocuparse de las tareas de mantenimiento, conservación y restauración del patrimonio arquitectónico de las provincias de Burgos, Soria, Logroño, Navarra, Huesca, Zaragoza, Álava, Vizcaya, Guipúzcoa.»
Por indicación de su maestro Gómez-Moreno, al corresponderle una zona geográfica tan amplia, dedicó sus primeros trabajos a la conservación de los monumentos de mayor valor: «San Millán de la Cogolla, San Juan de la Peña, las iglesias del Alto Gállego, San Pedro de Siresa, San Salvador de Leyre y la cripta de la catedral palentina.»
Durante los años previos a la guerra civil española, desplegó una intensa actividad, «llegando a intervenir en unos setenta monumentos.» Su labor se centró principalmente «en Burgos, Logroño, Navarra, Zaragoza y Huesca, quizá por la facilidad de comunicaciones desde Madrid y por los lazos familiares que le unían con la ciudad del Ebro. Todo este conjunto de trabajos dejó en él una clara preferencia por la arquitectura románica y por el mudéjar aragonés.»

## Obras y publicaciones
En su desempeño profesional como restaurador estuvo al frente de las restauraciones de la Catedral de Burgos y la del Palacio de la Alfajería de Zaragoza, la del monasterio de San Juan de la Peña (Huesca), el monasterio de Santo Domingo de Silos, el monasterio de Las Huelgas (Burgos), y el monasterio de San Millán de la Cogolla (Logroño).
Además de varios artículos publicados en diferentes revistas, como Príncipe de Viana, también publicó algunos libros como:
- Arte medieval navarro (Caja de Ahorros de Navarra, 1971), junto con José Esteban Uranga Galdiano. 5 tomos.[10] Este trabajo sienta un precedente en la historiografía del patrimonio navarro que se verá refrendado pocos años después con la serie publicada del Catálogo Monumental de Navarra.

## Premios y reconocimientos
- Obtuvo en 1965 el premio «Ricardo Magdalena» por las obras de restauración de la Aljafería
- En 1980 la Real Academia de Nobles y Bellas Artes de San Luis de Zaragoza le nombró Académico de Honor por toda una vida de dedicación a la restauración del patrimonio arquitectónico.
- Académico de número de la Real Academia de Bellas Artes de San Fernando.